# Каминский, Цезарь Францович
Цезарь Францович Каминский (1765 — 20 марта 1827, Пинский Лещинский монастырь, Минская губерния) — российский астроном, доктор богословия и философии, адъюнкт астрономии Императорского Виленского университета; член Базилианского ордена.

## Биография
Цезарий родился в 1765 году в семье новогрудского ротмистра Франтишка Каминского и его жены Францишки из рода Якубовских (украинский историк Д. Т. Блажеёвский утверждает, что мать Цезария Каминского называлась Екатерина).

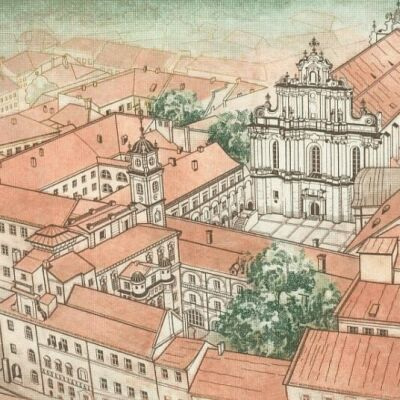
Двор астрономической обсерватории ИВУ (фрагмент банкноты 100 литов)

Воспитывался в базилианской школе, в 1781 году вступил в монашество в Березовецком базилианском монастыре, в 1790 году был рукоположен во священники, затем учился в Риме в Папской греческой коллегии святого Афанасия.
В 1797 году литовская эдукационная комиссия назначила Каминского адъюнктом астрономии и помощником астронома обсерватории Главной литовской школы. По выходе в отставку профессора Игнатия Яковлевича Решко в 1808 году Каминский до 1814 года преподавал астрономию по новой им самим составленной программе.
Когда войска Наполеона вошли в Вильно, Каминский стал членом Комиссии просвещения и религии, действовавшей под руководством Снядецкого, и вместе с О. Ленартовичем и Адрианом Главней представлял в ней интересы Униатской Церкви в Литве и Белоруссии.
Каминский дважды избирался провинциалом (провинциальным приором) Литовской провинции. Он был деятельным защитником базилианского ордена в дореформенном периоде унии в Западной России.
Цезарь Францович Каминский умер 20 марта 1827 года в Пинском Лещинском монастыре.